# Thomas Earnshaw

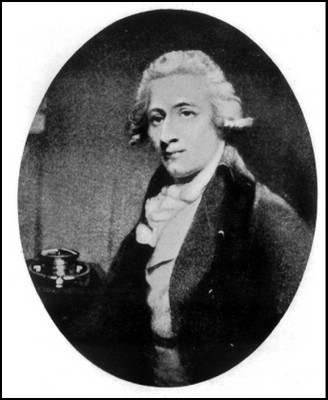
Thomas Earnshaw (1749–1829)

Thomas Earnshaw (* 4. Februar 1749 in Ashton-under-Lyne; † 1. März 1829 in London) war ein englischer Uhrmacher, der als Erster den Bau von Marinechronometern vereinfachte, damit sich eine breitere Öffentlichkeit solche Instrumente leisten konnte. Er ist auch bekannt durch die Erfindung einer Chronometerhemmung und der bimetallischen Kompensationsunruh.

## Leben und uhrmacherische Leistung
Earnshaw begann im Alter von 14 Jahren in London eine Lehre als Uhrmacher. Dort arbeitete er auch zusammen mit John Brockbank (C.C.) und eröffnete zwischen 1785 und 1790 eine Manufaktur. Um 1780 hatte er eine Chronometerhemmung mit Ruhehebel erfunden, konnte es sich aber nicht leisten, sie patentieren zu lassen. Er traf deshalb eine Vereinbarung mit einem gewissen Wright, der aber aus unerfindlichen Gründen mit der Patentanmeldung wartete, bis John Arnold (C.C.) seine eigene Chronometerhemmung hatte patentieren lassen. Aufgrund der verblüffenden Ähnlichkeit der beiden Hemmungen beschuldigte Earnshaw später Brockbank, seine Chronometerhemmung an Arnold verraten zu haben. Earnshaws Chronometerhemmung konnte sich gegen die Konstruktion von Arnold als Standard für Marinechronometern durchsetzen und wurde, zusammen mit der Kompensationsunruh, ein kommerzieller Erfolg.
Auch wenn sie das Längenproblem nicht lösen konnten, wurden beide, Earnshaw und Arnold, 1805 durch das Board of Longitude für ihre Verbesserungen der Chronometer mit größeren Geldsummen bedacht.  Seitdem wurden die Chronometerhemmung in der Bauweise von Earnshaw und die bimetallische Kompensationsunruh in fast allen Marinechronometern verwendet. Aus diesem Grund wird Earnshaw auch als der Vater der Chronometer bezeichnet. Earnshaw setzte sich 1822 zur Ruhe und übergab die Manufaktur an seinen Sohn Thomas. Er hatte bis dahin rund 4.500 Uhren gefertigt, darunter 1.500 Taschen- und Marinechronometer.
Alexander von Humboldt benutzte auf seiner Reise nach Sibirien 1829, neben einem Taschenchronometer von Abraham Louis Breguet, auch einen solchen von Earnshaw.

### Großuhren

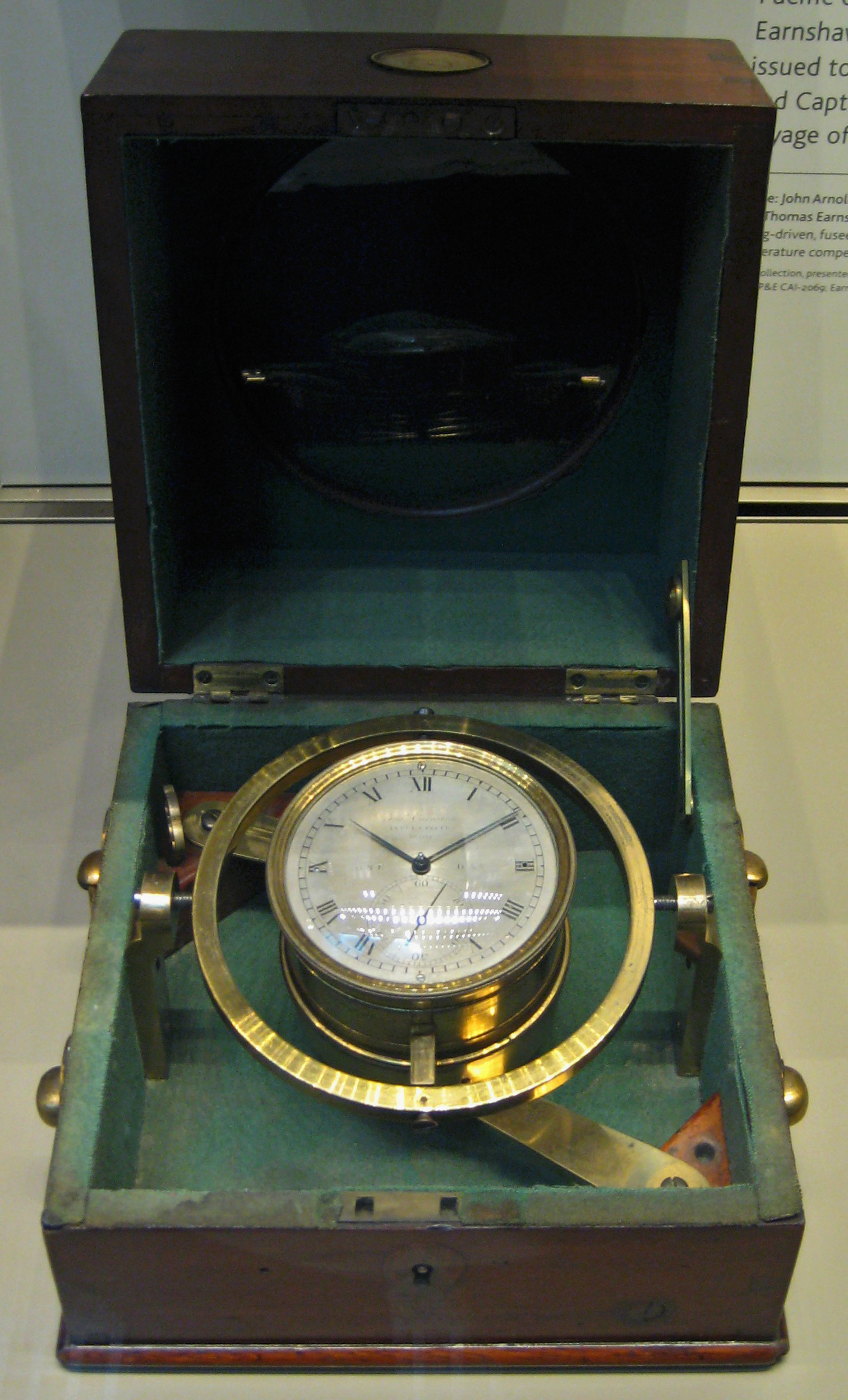
Earnshaws Chronometer No. 506, der auf der Beagle von 1831 bis 1836 verwendet wurde

Obwohl er eigentlich Kleinuhrmacher war, schreckte Earnshaw auch vor dem Bau von Großuhren nicht zurück. Er konstruierte auf Bitten des britischen Hofastronoms Nevil Maskelyne die Transit Clock für das Armagh Observatory in Nordirland. Die Uhr hatte eine Reihe von neuen Merkmalen, unter anderem einen luftdichten Kasten, um Staub und Luftzug zu vermeiden. Die Transit Clock wurde im 19. Jahrhundert von dem irischen Astronomen Thomas Romney Robinson (1792–1882) in den höchsten Tönen gelobt und als genaueste Uhr der Welt bezeichnet.
Der Verkaufspreis betrug 100 £ und Earnshaw berechnete weitere 100 £ für den sicheren Transport nach Armagh und das Aufstellen im neuen Observatorium. Das Observatorium kaufte auch Earnshaws zweite Großuhr, welche die siderische Zeit anzeigte und zusammen mit einem Teleskop auf parallaktischer Montierung nach Edward Troughton (1753–1835) betrieben wurde.

### Earnshaws Chronometer E520
Ab 1801 befuhr Matthew Flinders, ein englischer Forschungsreisender, mit seinem Schiff HMS Investigator die Süd- und Ostküste Australiens. Ihm gelang als Erstem die vollständige Umsegelung Australiens. Zur Erprobung und zur sicheren Bestimmung der geographischen Länge auf See waren 5 Marinechronometer mit an Bord, darunter auch der Chronometer E520 von Earnshaw, der zum Ausgleich der Schiffsbewegungen in einem Holzkasten kardanisch montiert war. Flinders fuhr regelmäßig die Küste an und ließ den Gang der Chronometer mit Hilfe einer regulären Uhr überprüfen. Auf dem Schiff wurden sie mit dem Stand der Sterne abgeglichen. Earnshaws Chronometer war der einzige, der zum Ende der Reise noch funktionierte. Das veranlasste Flinders ihn in seinem Buch A Voyage to Terra Australis als exzellenten Zeitmesser zu bezeichnen.
Auf dem Rückweg von Sydney nach England geriet Flinders 1803 auf der damals französischen Insel Mauritius in Gefangenschaft. Zwei Jahre später wurde ein Kapitain Aken, ein Begleiter Flinders, entlassen und durfte nach England zurückkehren. Flinders gab ihm den Chronometer mit, um ihn zum Royal Greenwich Observatory zu bringen, wo er im Dezember 1805 auch ankam. Danach verlor sich seine Spur, bis er 1937 von einem australischen Sammler an das Powerhouse Museum in Sydney verkauft wurde, wo er seitdem aufbewahrt wird. Erst 1976 jedoch wurde er als der Chronometer identifiziert, der Flinders auf seiner historischen Reise begleitet hatte.
Ihm zu Ehren ist der Earnshaw-Gletscher in der Antarktis nach ihm benannt.

## Schriften
- Longitude, an Appeal to the Public. London 1808.